# Ribonucleotide reduttasi
La ribonucleotide reduttasi (RR o RNR, conosciuta anche come ribonucleoside difosfato reduttasi) è un enzima che catalizza la formazione di deossiribonucleotidi a partire da ribonucleotidi. La reazione serve a fornire basi azotate per la sintesi del DNA, ed è conservata in tutti gli organismi viventi.
I substrati dell'enzima sono: ADP, GDP, UDP e CDP, anche se alcune ribonucleotide reduttasi accettano anche CTP. Il meccanismo della reazione è il seguente:
ribonucleoside difosfato + tioredossina ⇄ 2′-deossiribonucleoside difosfato + tioredossina disolfuro + H2O
L'enzima è una proteina ferro-dipendente.

## Funzionamento e regolazione
L'enzima contiene tre siti principali di interesse:
- Sito catalitico, in cui il nucleotide si lega affinché il suo zucchero diventi deossiribosio.
- Sito allosterico di specificità, in cui viene determinato quale nucleotide debba essere ridotto dall'enzima. Il legame con l'adenosina trifosfato o con il dATP porta il sito catalitico a legare UDP e CDP/CTP, il legame con il dTTP fa legare l'enzima al GDP mentre il legame con il dGTP porta il complesso ad interessarsi all'ADP come substrato.
- Sito allosterico di attività, in cui l'enzima si lega all'ATP o al dATP: a seconda della molecola considerata, la ribonucleotide reduttasi sarà rispettivamente attivata o disattivata. Ciò avviene perché un legame con l'ATP testimonia alta disponibilità di nucleotidi trifosfato da ridurre, mentre un legame con dATP è indice di abbondanza di deossinucleotidi trifosfato, per cui non è richiesta attività enzimatica per crearne di nuovi.